# Luxé
Luxé [lykse] (okzitanisch: gleichlautend) ist ein Dorf und eine Gemeinde mit 732 Einwohnern (Stand 1. Januar 2022) im westfranzösischen Département Charente in der Region Nouvelle-Aquitaine. Die Gemeinde besteht aus mehreren Weilern (hameaux) und Einzelgehöften.

## Lage und Klima
Ort und Gemeinde von Luxé liegen im Norden des Départements auf dem Nordufer der Charente in der alten Kulturlandschaft des Angoumois, einem Teil der Landschaft der Charente, etwa 37 km nördlich der Stadt Angoulême in einer Höhe von etwa 70 m. Nahebei mündet das Flüsschen Bief in die Charente. Das in hohem Maße vom gut 100 km (Luftlinie) entfernten Atlantik bestimmte Klima ist mild bis warm; Regen (ca. 600 mm/Jahr) fällt nahezu ausschließlich in den Wintermonaten.

## Bevölkerungsentwicklung
| Jahr                       | 1800 | 1851 | 1901 | 1954 | 1999 | 2020 |
| Einwohner                  | 586  | 852  | 759  | 806  | 756  | 720  |
| Quellen: Cassini und INSEE |      |      |      |      |      |      |

Trotz der Reblauskrise im Weinbau und der zunehmenden Mechanisierung der Landwirtschaft ist die Einwohnerzahl der Gemeinde im 20. Jahrhundert über längere Zeit stabil geblieben.

## Geschichte
Die Anwesenheit des Menschen auf dem heutigen Gebiet der Gemeinde ist durch mehrere jungsteinzeitliche Großsteingräber: Dolmen de la Folatière, La Maison de la Vieille, La Motte de la Garde bezeugt. 
In der Zeit der römischen Herrschaft über Gallien führte die Via Agrippa von Lugdunum (Lyon) nach Mediolanum Santonum (Saintes) durch das Gemeindegebiet. Beim Weiler La Terne wurden römische Siedlungsreste (z. B. Dachziegel etc.) entdeckt.
Im Mittelalter gehörte der Ort zunächst zum Herrschaftsgebiet der Grafen von Angoulême, später dann entstand ein Priorat der Abtei von Saint-Amant-de-Boixe. Für die Zeit des Hundertjährigen Krieges (1337–1453) und der Hugenottenkriege (1562–1598) fehlen die Quellen.

## Wirtschaft
Der Ort und seine Umgebung waren jahrhundertelang landwirtschaftlich geprägt; die meisten Menschen lebten als Selbstversorger. Im Ort ließen sich Handwerker und Kleinhändler nieder. Im ausgehenden Mittelalter und der frühen Neuzeit wurde der Weinbau vorangetrieben, der jedoch – nach der Reblauskrise im ausgehenden 19. und beginnenden 20. Jahrhundert keine große Bedeutung mehr hat. Später entstanden mehrere Kalkbrennereien und eine Fabrik für Fahrradreifen. Seit den 1960er Jahren spielt der Tourismus in Form der Vermietung von Ferienwohnungen (gîtes) eine nicht unbedeutende Rolle im Wirtschaftsleben.

## Verkehr

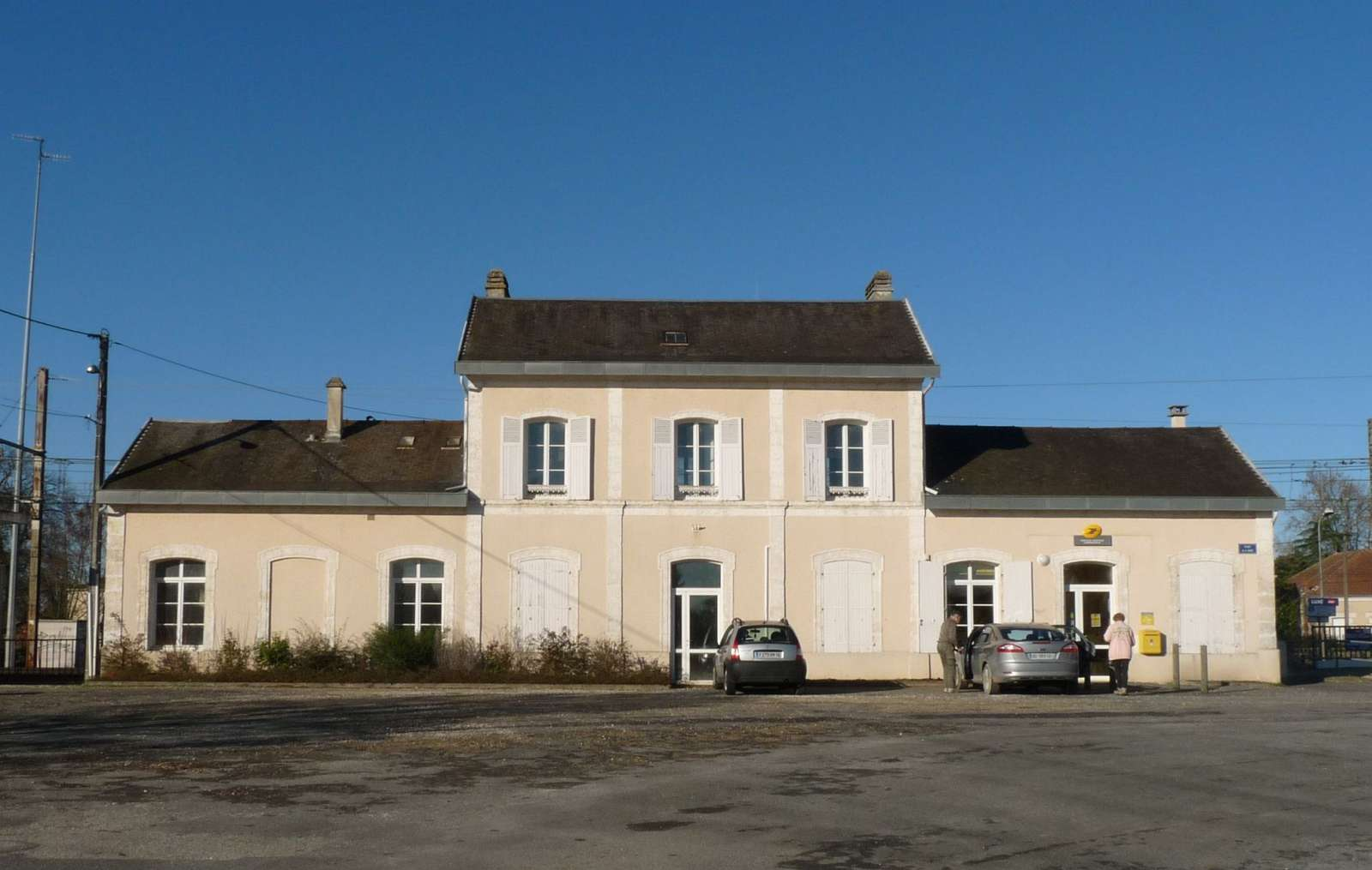
Empfangsgebäude des Bahnhofs

Luxé hat einen Bahnhof an der Bahnstrecke Paris–Bordeaux, die in diesem Abschnitt am 28. Juli 1853 von der Compagnie du chemin de fer de Paris à Orléans eröffnet wurde. Aktuell wird er von Regionalzügen des TER Nouvelle-Aquitaine bedient.
Der Ort liegt an der Departementsstraße D 186 unweit der Nationalstraße N 10

## Sehenswürdigkeiten

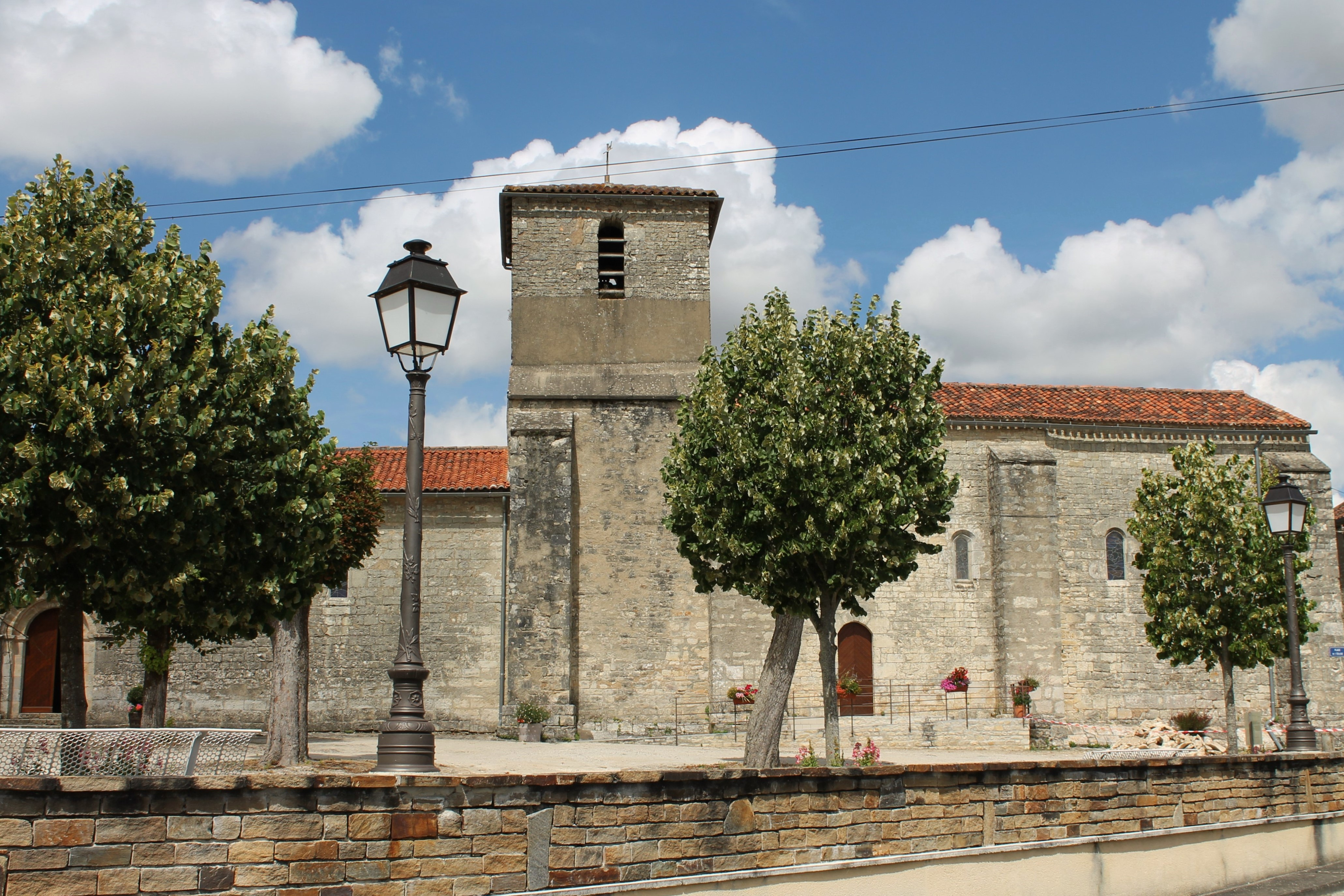
Kirche Saint-Aignan

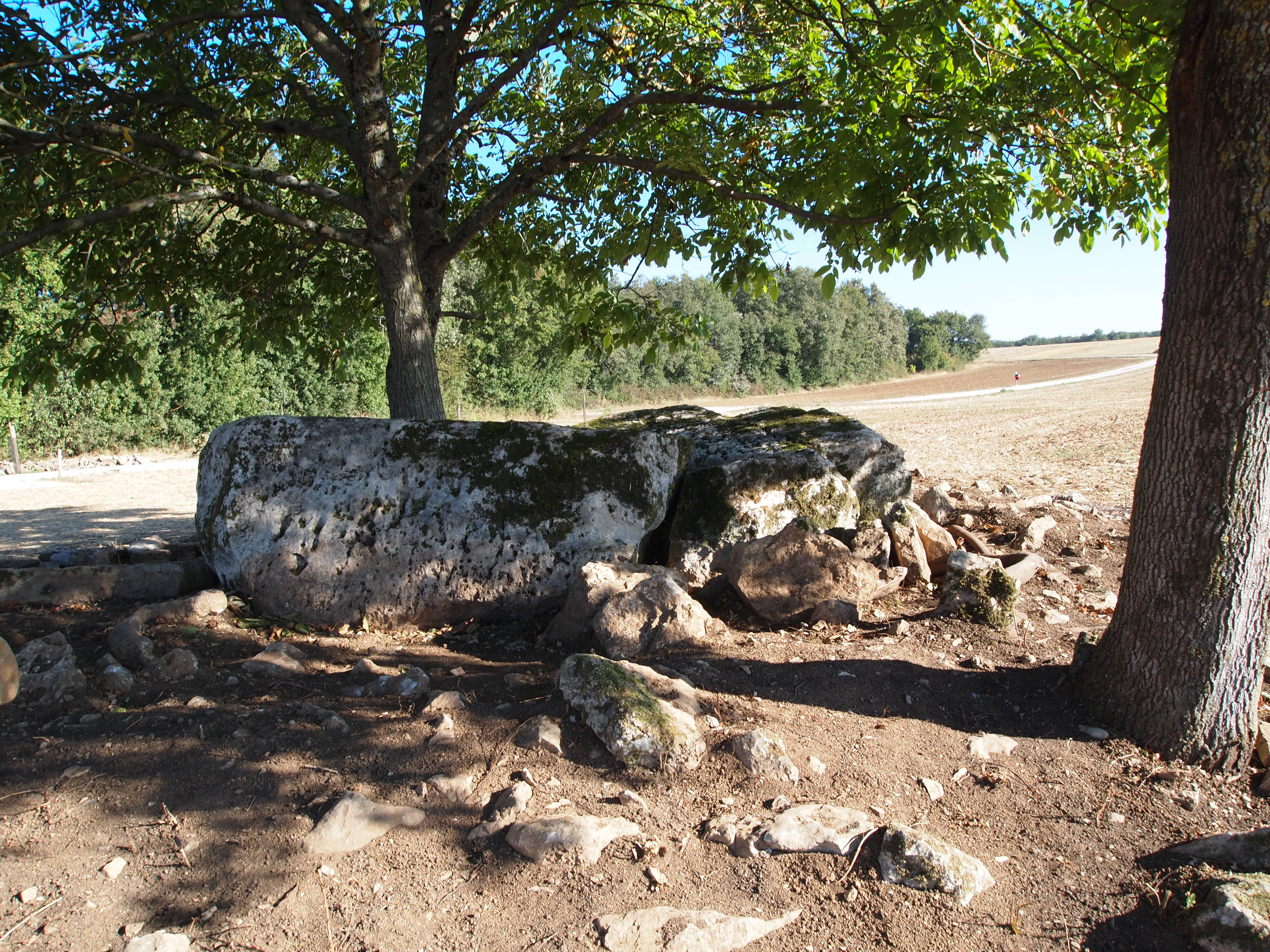
Dolmen La Maison de la Vieille

- Die kleine Pfarrkirche Saint-Aignan ist ein schlichter einschiffiger Bau des 12. Jahrhunderts mit späteren Veränderungen. Die Flachdecke des Kirchenschiffs ist bemalt.[2]
- Von einer mittelalterlichen Burg (château) ist noch die Ruine eines Rundturms mit Fenstern und Schießscharten erhalten.

Umgebung
- Rund 3 km nordöstlich des Ortes (45° 54′ 2″ N, 0° 8′ 58″ O) erhebt sich links der D186 der jungsteinzeitliche Dolmen de la Folatière[3] mit seinem mächtigen Deckstein. Er ist seit dem Jahr 1957 als Monument historique[4] anerkannt.
- Rund 300 m entfernt (45° 54′ 28,4″ N, 0° 8′ 13,2″ O) findet sich die als Dolmen oder Tumulus bezeichnete Motte de la Garde. Der Grabhügel misst ca. 50 m × 27 m bei einer (heutigen) Höhe von nur noch ca. 4 m. Bei Ausgrabungen im Jahr 1874 wurden die Reste von etwa 15 Skeletten sowie Pfeilspitzen, Keramikscherben, geschliffene Beile aus Sandstein und Fibrolith etc. entdeckt, die jedoch möglicherweise erst in späterer Zeit hier deponiert wurden. Tumulus und Dolmen sind seit 1889 als Monument historique[5] anerkannt.
- Etwa 2 km nordöstlich des Ortes befinden sich am Rand eines Wäldchens die Reste des megalithischen Dolmen La Maison de la Vieille (45° 54′ 35″ N, 0° 8′ 24,4″ O). Der Dolmen ist seit dem Jahr 1956 als Monument historique[6] anerkannt. Er wurde im Jahr 2012 geöffnet; über eventuell gemachte Funde ist nichts bekannt.